# Juliette Howell
Juliette Howell (1967) è una produttrice cinematografica britannica, candidata al Premio Oscar al miglior film per Conclave.

## Biografia
Ha iniziato a lavorare come produttrice nel 2009 con il film televisivo Moonshot - L'uomo sulla luna, grazie al quale ha ricevuto la sua prima candidatura al Premio Emmy. Successivamente, ha lavorato alla produzione della miniserie London Spy e del film TV Brexit: The Uncivil War. Nel 2016 ha fondato assieme a Tessa Ross la società di produzione cinematografica House Productions. Nel 2025 ha ricevuto la candidatura al Premio Oscar e a vinto due Premi BAFTA per il film Conclave di Edward Berger.

## Filmografia

### Cinema
- Il prodigio (The Wonder), regia di Sebastián Lelio (2022)
- Starve Acre, regia di Daniel Kokotajlo (2023)
- The Warrior: The Iron Claw (The Iron Claw), regia diSean Durkin (2023)
- Bird, regia di Andrea Arnold (2024)
- Conclave, regia di Edward Berger (2024)

### Televisione
- Moonshot - L'uomo sulla luna (Moon Shot), regia di Richard Dale - film TV (2009)
- Worried About the Boy, regia di Julian Jarrold - film TV (2010)
- Royal Wedding, regia di James Griffiths - film TV (2010)
- Dive, regia di Dominic Savage - film TV (2010)
- Un mondo in miniatura (The Borrowers), regia di Tom Harper - film TV (2011)
- Birdsong - miniserie TV, 2 episodi (2012)
- True Love - miniserie TV, 5 episodi (2012)
- Mary and Martha, regia di Phillip Noyce - film TV (2013)
- The Secrets - miniserie TV, 5 episodi (2014)
- Yonderland - serie TV, 16 episodi (2013-2015)
- You, Me and the Apocalypse - miniserie TV, 10 episodi (2015)
- London Spy - miniserie TV, 5 episodi (2015)
- Women on the Verge - serie TV, 6 episodi (2018)
- Brexit: The Uncivil War, regia di Toby Haynes - film TV (2019)
- Trigonometry - miniserie TV, 8 episodi (2020)
- Life After Life - serie TV, 4 episodi (2022)
- Sherwood - serie TV, 12 episodi (2022-2024)
- The Good Mothers - serie TV (2023)
- Six Four - serie TV (2023)

### Cortometraggi
- Colette, regia di Nicola Morris (2010)

## Riconoscimenti
- Premio Oscar
  - 2025 - Candidatura al miglior film per Conclave
- Premio Emmy
  - 2010 - Candidatura al miglior film televisivo per Moonshot - L'uomo sulla luna
  - 2019 - Candidatura al miglior film televisivo per Brexit: The Uncivil War
- Premio BAFTA
  - 2023 - Candidatura al miglior film britannico per Il prodigio
  - 2023 - Candidatura alla miglior serie drammatica per Sherwood
  - 2025 - Miglior film per Conclave
  - 2025 - Miglior film britannico per Conclave
  - 2025 - Candidatura al miglior film britannico per Bird